# Estación de Bifurcación de Lares
La Estación ferroviaria de Bifurcación de Lares, igualmente denominada Estación de Lares, es una plataforma del Ramal de Alfarelos y de la Línea del Oeste, que sirve a parroquias de Abrunheira, en el Distrito de Coímbra, en Portugal.

## Características

### Ubicación
Esta plataforma se encuentra en la parroquia de Abrunheira, en el ayuntamiento de Montemor-o-Velho.